# Tephillah
Tephillah est une pièce pour clarinette et processeurs audio pilotés par ordinateur composée par Howard Sandroff (en) en 1990.

## Histoire
La pièce est une commande de la division des instruments de musique de Yamaha Corporation of America à la demande du clarinettiste du Chicago Symphony Orchestra John Bruce Yeh (en).
En juin 1996, Howard Sandroff est invité par Pierre Boulez à l'inauguration des nouvelles installations de l'IRCAM au Centre Georges Pompidou à Paris où Alain Damiens, soliste de l'Ensemble Intercontemporain, interpréte l'œuvre Tephillah pour clarinette et ordinateur.

## Analyse
Le mot Tephillah signifie prière en hébreu. La pièce reprend la structure d'un chant liturgique hébraïque d'apparence désordonnée et spontanée et emploie un dispositif électronique informatisé jouant une partie différente à chaque exécution.
Le compositeur se base sur : 

« La manière apparemment désordonnée et spontanée dont les juifs orthodoxes de tradition ashkénaze célèbrent un service. »

La pièce est construite en trois parties enchaînées sans pause :
1. déclaration
2. réflexion, avec un caractère improvisé comme une cadence
3. invocation réemployant des versions plus robustes des objets sonores de la première partie.

« La construction et le matériau de Tephillah sont en accord avec mon objectif esthétique d'utiliser des objets sonores statiques qui, plutôt que de se développer, sont variés par leur association continuellement changeante avec d'autres objets sonores. Les systèmes de traitement audio consistent en des systèmes numériques de retard, de réverbération et de mixage sous le contrôle d'un ordinateur Macintosh. Ces systèmes sont manipulés en temps réel par un second interprète qui « joue » essentiellement le son de la clarinette en direct. La combinaison de la clarinette et des processeurs audio existe comme un seul instrument plutôt que l'approche plus traditionnelle du duo entre les instruments acoustiques et électroniques. »

— Howard Sandroff

## Enregistrements
- John Bruce Yeh : Dialogues With My Shadow (Koch International Classics KOCH 3-7088-2H1, 1997).
- Alain Damiens : American Clarinet : Adams (Gnarly Buttons) ; Howard Sandroff (Tephillah), Carter (Concerto pour clarinette ; Gra) ; Reich (New York Counterpoint) - Ensemble intercontemporain, dir. David Robertson ; Alain Damiens ; André Trouttet (1996 et 1998, Virgin Classics 5 45351 2 / EMI) (OCLC 469333678)